# Борис Констриктор
Борис Констриктор, также Борис Ванталов, настоящее имя Борис Михайлович Аксельрод (р. 30 сентября 1950) — российский поэт, прозаик, художник, критик, перформансист. Участник музыкально-поэтического дуэта «Кипническая Констрикция» (совместно со скрипачом Борисом Кипнисом).

## Биография
Борис Аксельрод родился 30 сентября 1950 года.
Участник музыкально-поэтического дуэта «Кипническая Констрикция» (совместно со скрипачом Борисом Кипнисом). Один из ведущих сотрудников Института русского авангарда. Почётный член Академии Зауми. Стипендиат Akademie Schloss Solitude (Штутгарт). Член редколлегии журнала «Крещатик» (Украина — Германия).
Живёт в Санкт-Петербурге.

## Награды и премии
- Международная отметина имени отца русского футуризма Давида Бурлюка[5].
- Шорт-лист премии Андрея Белого (книга «Записки неохотника») (2008)[3].
- Медаль Института русского авангарда «За вклад в развитие искусства» 2006)[3].
- Премия Андрея Белого (2022)